# Zhang Anda
Zhang Anda (n. 25 decembrie 1991, Shaoguan⁠(d), Republica Populară Chineză) este un jucător chinez de snooker.
Și-a făcut debutul în circuitul profesionist în sezonul 2009-2010, calificare pe care a obținut-o prin câștigarea Campionatului Asiatic la categoria sub 21 de ani. Sezonul 2023-2024 a adus cele mai bune rezultate ale carierei pentru Zhang. Mai întâi a ajuns în finala Openului Englez unde l-a condus pe Judd Trump cu 7-3, dar a pierdut cu 9-7. Ulterior, a atins o nouă finală, la Campionatul Internațional de la Tianjin, iar aici a câștigat trofeul după victoria cu 10-6 în fața lui Tom Ford, reușind în finală și un break maxim.
Deoarece este mic de statură, este poreclit „Mighty Mouse”. De când și-a lansat cariera profesionistă, a locuit în Sheffield, Anglia și s-a antrenat la Victoria Snooker Academy.

## Finalele carierei

### Finale în turnee de clasament: 3 (1 titlu)
| Rezultat | Nr. | An   | Turneu                    | Adversar în finală | Scor |
| Finalist | 1.  | 2023 | Openul Englez             | Judd Trump         | 7–9  |
| Campion  | 1.  | 2023 | Campionatul Internațional | Tom Ford           | 10–6 |
| Finalist | 2.  | 2024 | Campionatul Jucătorilor   | Mark Allen         | 8–10 |

### Finale în turnee invitaționale: 3 (1 titlu)
| Rezultat | Nr. | An   | Turneu                       | Adversar în finală | Scor |
| Finalist | 1.  | 2010 | The China Classic            | Tian Pengfei       | 3–5  |
| Campion  | 1.  | 2015 | General Cup Qualifying Event | Cao Yupeng         | 5–4  |
| Finalist | 2.  | 2025 | Helsinki International Cup   | Mark Allen         | 3–6  |

### Finale pe echipe: 1
| Rezultat | Nr. | An   | Turneu        | Echipă/partener                  | Adversar(i) în finală                            | Scor |
| Finalist | 1.  | 2018 | Macau Masters | Joe Perry Marco Fu Mark Williams | Barry Hawkins Ryan Day Zhao Xintong Zhou Yuelong | 1–5  |

### Finale Pro-Am: 2 (2 titluri)
| Rezultat | Nr. | An   | Turneu      | Adversar în finală | Scor |
| Campion  | 1.  | 2016 | Fuzhou Open | Zhou Yuelong       | 5–1  |
| Campion  | 2.  | 2019 | Xi'an Open  | Zhao Jianbo        | 5–3  |

### Finale la amatori: 3 (1 titlu)
| Rezultat | Nr. | An   | Turneu                                 | Adversar în finală | Scor |
| Finalist | 1.  | 2007 | Campionatul Mondial IBSF Sub-21 de ani | Michael Georgiou   | 6–11 |
| Campion  | 1.  | 2009 | Campionatul Asiei ACBS Sub-21 de ani   | Noppon Saengkham   | 5–1  |
| Finalist | 2.  | 2012 | Campionatul Asiei ACBS Sub-21 de ani   | Hossein Vafaei     | 2–6  |